# Beijing BJ 2020
Beijing BJ 2020 — китайський повнопривідний легковий автомобіль підвищеної прохідності (позашляховик).

## Історія
У 1999 році був оголошений конкурс на розробку позашляховика для заміни автомобіля Beijing BJ 212/2020.
У 2002 році Пекінським автозаводом, спільно з співробітничав з ним в той час Chrysler, був представлений концепт-кар «Warrior C1», що базується на «Jeep Grand Cherokee», проте, оснащений дизельним двигуном об'ємом 4 л., автомобіль було запропоновано доопрацювати, через рік був представлений варіант «BJ2022 Yongshi». Випуск моделі заводом було розпочато в 2005 році, одночасно був знятий з виробництва Beijing BJ 212/2020.
Серійна модель була представлена в 2006 році на Пекінському автосалоні. У 2007 році було оголошено, що НВАК замовила 2100 одиниць, і з 2008 року з озброєння НВАК був знятий Beijing BJ 212/2020.
У 2017 році модель була незначни чином оновлена: передні крила отримали подштамповки над колісними арками, змінена панель капота, в салоні - нові кермо і панель приладів.

## Конструкція
Шасі - рамне, підвіска спереду пружинна, ззаду - листові ресори. Стандартна модифікація оснащена 3,2 літровим дизельним 6-циліндровим двигуном, потужністю 140 к. с., але крім нього доступна широка гама двигунів.

## Країни-експлуатанти
- Китайська Народна Республіка
- Камбоджа: передано в 2010 30 одиниць в рамках безоплатної допомоги
- Сирія: передано декілька в 2015 в якості підтримки режиму Асада
- Нігерія:з 2016 під назвою IVM G12 ведеться ліцензійна збірка